# Pronomopsis
Pronomopsis is een vliegengeslacht uit de familie van de roofvliegen (Asilidae).

## Soorten
- P. chalybea Hermann, 1912
- P. pseudorubripes Lamas, 1972
- P. rubripes Hermann, 1912
- P. talabrensis Artigas, 1964